# Raquel Sánchez Jiménez
Raquel Sánchez Jiménez (Gavà, 18 novembre 1975) è una politica spagnola.
Membro del Partito dei Socialisti di Catalogna, dal luglio 2021 ricopre la carica di ministro dei trasporti, della mobilità e dell'agenda urbana del governo Sánchez II.